# Obzor
Obzor (obzorje), vidik ili horizont (grč. ὁρίζων[ϰύϰλος], [krug] koji dijeli, ograničuje) zamišljeni je pravac koji dijeli Zemlju od neba. Točnije, obzor je linija dijeli sve moguće smjerove gledanja na one koje presijecaju zemlju i one koje ju ne presijecaju.
- Pravi ili astronomski obzor je kružnica koja nastaje presjekom nebeske sfere i ravnine koja je paralelna s površinom Zemlje i koja prolazi kroz promatrača, a koja je okomita na vertikalu u njegovu stajalištu;
- Prirodni obzor je krivulja koja dijeli nebeski svod od zemlje sa svim svojim preprekama (planine i sl.);
- Prividni ili vidljivi obzor je krivulja duž koje se prividno spajaju nebeska sfera i površina Zemlje.

Četiri glavne točke obzora su 
- sjeverna točka, u presjeku obzora s nebeskim meridijanom, bliža severnom nebeskom polu);
- južna točka, u presjeku obzora s nebeskim meridijanom, bliža južnom nebeskom polu);
- zapadna točka, u presjeku obzora i nebeskog ekvatora, na 90° od sjeverne točke, u retrogradnom smjeru);
- istočna točka, u presjeku obzora i nebeskog ekvatora, na 270° od sjeverne točke, u retrogradnom smjeru).

Pravi obzor se najčešće razlikuje od prirodnog obzora zbog raznih prepreka. Na oceanu, na razini mora, daleko od kopna, astronomski, pravi i prirodni obzor su jednaki. Uzdignete li se iznad morske površine, prividni ili vidljivi obzor se spušta ispod astronomskog obzora.
Prije izuma radija, udaljenost do prirodnog obzora ili daljina obzora je ujedno predstavljala maksimalni komunikacijski domet. Udaljenost prirodnog obzora na oceanu iznosi približno {\displaystyle {\sqrt {13\cdot h}}} km, gdje h predstavlja visinu očiju promatrača u metrima.
Primjer:
- Za promatrača čije su oči na visini 1,70 m, obzor je udaljen 4,7 km;
- Za promatrača čije su oči na visini 100 m, obzor je udaljen 36 km.

Ova se dva promatrača međusobno mogu vidjeti s udaljenosti od 40,7 km (4,7 km + 36 km). Naravno, ovaj račun ne uzima u obzir prozirnost atmosfere.

## Umjetni obzor ili horizont
Umjetni obzor ili horizont je naprava koja u astronomskoj navigaciji služi prilikom određivanja visine nebeskih tijela sekstantom, posebno kada prividni horizont nije vidljiv. Čini ga reflektirajuća ploha u vodoravnom položaju, koja može biti površina tekućine u mirovanju (najčešće žive) ili zrcalo dovedeno u vodoravni položaj npr. libelom ili žiroskopom. Umjetni obzor u žiroskopskoj (zvrk) izvedbi služi i kao navigacijski instrument za prikazivanje relativnoga položaja zrakoplova s obzirom na vodoravnu ravninu.

## Obzor ili horizont događaja
Obzor ili horizont događaja je granična ploha oko crne rupe na kojoj brzina oslobađanja postaje jednaka brzini svjetlosti u vakuumu.

## Poveznice
- Zora
- Sumrak

## Vanjske poveznice
- Derivation of the distance to the horizon
- An artistic treatment of the horizon